# Чудова (деревня)
Чудова — деревня в городском округе Богданович Свердловской области. Управляется Грязновским сельским советом.

## География

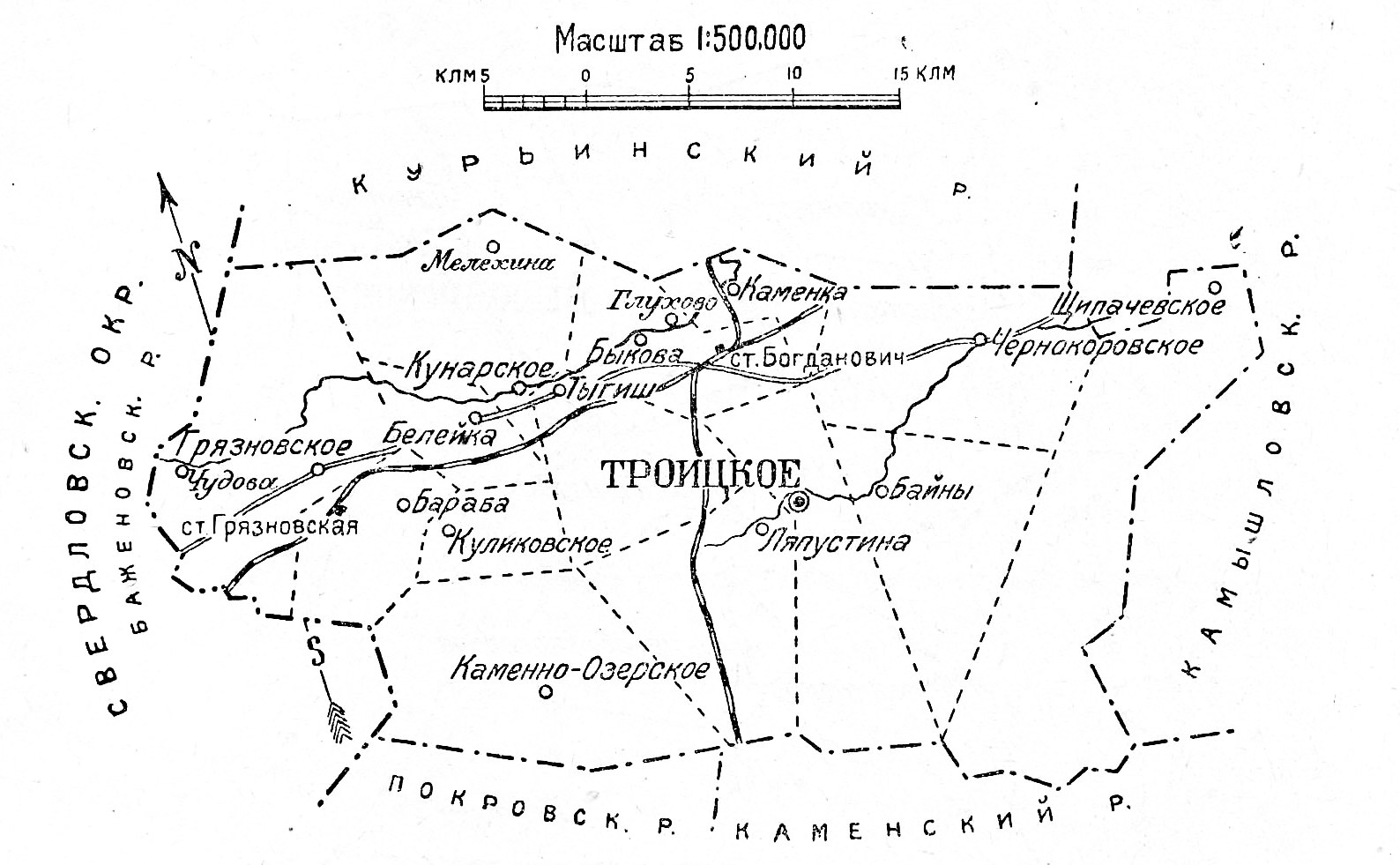
Чудова на схеме Богдановичского района, 1928 год

Деревня Чудова расположена в малонаселённой местности, в верхнем течении реки Кунары, в 26 километрах к западу от административного центра округа и района — города Богдановича и в 2 километрах севернее Сибирского тракта. В северо-западных окрестностях деревни находится болото Озерки.
Часовой пояс
Чудова, как и вся Свердловская область, находится в часовой зоне МСК+2. Смещение применяемого времени относительно UTC составляет +5:00.

## Население
| 2002 | 2010 | 2021 |
| ---- | ---- | ---- |
| 3    | ↗12  | ↘9   |

## Инфраструктура
Деревня Чудова разделена на 6 улиц:
| 1. Боровая улица 2. Улица Ленина 3. Набережная улица | 1. Сосновая улица 2. Улица Строителей 3. Юбилейная улица |

В деревне есть музей.